# Mua sài gòn
Melastoma saigonense là một loài thực vật có hoa trong họ Mua. Loài này được (Kuntze) Merr. mô tả khoa học đầu tiên năm 1948.